# Club Méditerranée
Club Méditerranée, meglio nota come Club Med, è un'azienda francese che fornisce servizi per il turismo, operante in varie parti del mondo, in particolare in luoghi esotici. È stata una delle prime aziende ad offrire ai propri clienti la formula "All-Inclusive".
Dal 2015 appartiene al gruppo cinese Fosun International.

## Storia

### Fondazione

Inizio anni '60: vacanzieri che salgono su carrozze delle ferrovie italiane riservate per il club per recarsi a Cefalu

Club Med fu creato il 27 aprile 1950 da un ex pallanuotista belga, Gérard Blitz, che ebbe tale idea dopo un soggiorno nel 1949 al club olimpico di Calvi, in Corsica.
Il primo villaggio vacanze riservato ai soci fu aperto nell'isola di Maiorca, in Spagna; all'inizio i villaggi erano semplici, con alloggi costituiti da capanne di paglia e con servizi igienici in comune (oggi rimpiazzati da alloggi moderni e con servizi personali). Blitz acquistò un centinaio di tele di tenda da Gilbert Trigano, che in seguito diventò suo socio.
La tassa di iscrizione al club era di 300 franchi francesi, mentre il costo per una vacanza di due settimane arrivava a 15.900 franchi.

### Espansione

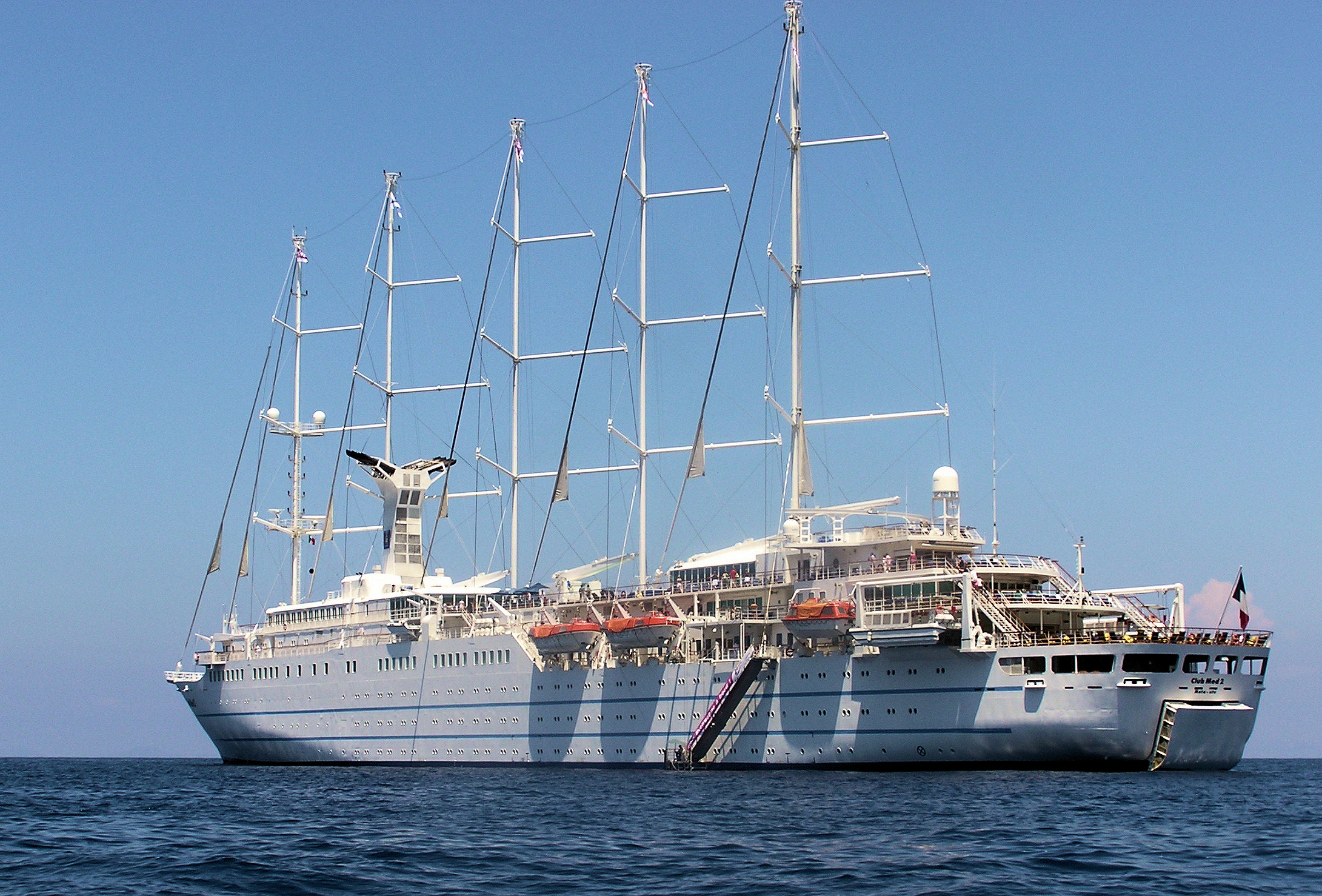
Club Med 2 è la principale nave da crociera del Club Med. Varata nel 1992 a Le Havre, può trasportare fino a 400 passeggeri, più un personale a bordo di 200 dipendenti. Le rotte di navigazione (controllate tramite computer) attraversano il Mar Mediterraneo, il Mar dei Caraibi e l'Oceano Atlantico.

Il numero di villaggi aumentò enormemente sotto la guida di Gilbert Trigano, durata dal 1963 al 1993. Nel 1955 fu inaugurato il primo club al di fuori del Mediterraneo, a Tahiti. Nel 1956, con l'apertura del villaggio di Leysin, in Svizzera, vennero introdotti i villaggi invernali, con l'offerta di sci ed altri sport invernali. Nel 1957 Gilbert Trigano inaugurò il villaggio di Cefalù (Palermo). In seguito, il club si ampliò nei Caraibi ed in Canada, con la creazione di villaggi in cui la lingua principale adottata fu l'inglese anziché il francese.
Originariamente frequentato da single e giovani coppie, Club Med diventò in seguito una meta vacanziera per famiglie, con il primo Mini Club inaugurato nel 1967 a Donoratico (LI)
Nel 1974 le finanze di Club Med crollarono a causa di diversi fattori negativi, per cui Trigano dovette ricorrere ad un pesante aumento di capitale. A quel punto entrarono in gioco nuovi azionisti, tra cui Gianni Agnelli, che portò denaro nelle casse del club ed agevolò l'apertura di villaggi in Italia. Tramite l'holding IFIL, egli conservò il 23,9 % del capitale fino al 2004.

### Diversificazione
Negli anni novanta, Club Med attraversò una fase di declino a causa della forte concorrenza. Nel 1995 cessò di esistere come club in senso legale, diventando un'azienda vera e propria. Due anni prima, Serge Trigano prese il posto del padre, ma nel 1997 fu sostituito da Philippe Bourguignon, ex presidente di Euro Disney S.C.A..
Bourguignon volle trasformare Club Med da un'azienda di villaggi vacanze ad un'azienda di servizi. Furono lanciati quindi una catena di palestre, complessi di bar-ristoranti denominati Club Med World a Parigi e a Montréal ed una tipologia di resort pensato per giovani adulti, Oyyo, con il primo di essi aperto a Monastir, in Tunisia. Fu inoltre creata l'agenzia di viaggi Jet Tours.

### Nuova strategia
Il cambio di strategia non ebbe successo, subendo anche ulteriori perdite a seguito degli attentati dell'11 settembre 2001 negli Stati Uniti. Nel 2002 fu nominato amministratore delegato Henri Giscard d'Estaing, figlio di Valéry Giscard d'Estaing. Venne varata una nuova strategia, riportando l'attenzione verso i villaggi vacanze. I resort Oyyo, il Club Med World di Montreal e molti villaggi, in particolare quelli presenti in America Settentrionale o con servizi elementari, furono chiusi.
Nel 2004, in seguito della scomparsa di Gianni Agnelli, la famiglia dell'Avvocato cedette le proprie quote (in totale il 21,2%) alla catena alberghiera Accor, che divenne così azionista di maggioranza con il 28,9% di quote possedute; nel 2006, però, il gruppo ha venduto il 22,9% di tali quote.
Nel giugno del 2005 l'azienda ha dichiarato un ritorno dei profitti a metà esercizio. Tra il 2006 ed il 2007, Club Med ed i suoi partner hanno investito 530 milioni di dollari per il rinnovamento dei servizi offerti, chiudendo alcuni villaggi ed ammodernandone altri.
Tra il 2008 ed il 2009 le attività diverse dai villaggi vennero via via cedute ad altre aziende:
- Club Med World venne ceduto nel 2009 a Paris B. Events;
- Club Med Gym venne ceduta nel 2008 al Gruppo Benetton;
- L'agenzia di viaggi Jet Tours venne ceduta nel 2008 al Gruppo Thomas Cook AG.

### La decadenza del “Club Med”
Nel febbraio 2015 il controllo del gruppo è acquisito da Fosun International.

## Mestieri e ruoli all'interno del Club
All'interno dei villaggi Club Med sono definite diverse categorie e ruoli per le diverse figure professionali.
Gli addetti si suddividono in due ruoli:
- G.O. (Gentili Organizzatori): capo villaggio, animatori, responsabili - capo dei vari dipartimenti (boutique, ristorante, cucina, etc.), responsabile amministrativo e risorse umane, addetti alle attrezzature sportive, receptionist, capo partita (cucina).
- G.E. (Gentili Dipendenti - staff): camerieri, giardinieri, addetti alle pulizie, magazzinieri.

I clienti vengono definiti G.M., ossia Gentili Membri, in riferimento al Club.

## Villaggi
Il gruppo possiede 65 villaggi ed una nave da crociera:
| Nome del villaggio       | Zona                                | Stato                 | Numero di tridenti | Attività |
| ------------------------ | ----------------------------------- | --------------------- | ------------------ | -------- |
| El Gouna - Mar Rosso     | Africa - Medio Oriente              | Egitto                | 3                  | chiuso   |
| Luxor (chiuso)           | Africa - Medio Oriente              | Egitto                | 3                  | chiuso   |
| Sinai Bay                | Africa - Medio Oriente              | Egitto                | 4 e 5              | chiuso   |
| Agadir                   | Africa - Medio Oriente              | Marocco               | 3                  |          |
| Marrakech la Médina      | Africa - Medio Oriente              | Marocco               | 3                  | chiuso   |
| Marrakech la Palmeraie   | Africa - Medio Oriente              | Marocco               | 4                  |          |
| Marrakech le Riad        | Africa - Medio Oriente              | Marocco               | 5                  |          |
| Yasmina                  | Africa - Medio Oriente              | Marocco               | 4                  |          |
| Cap Skirring             | Africa - Medio Oriente              | Senegal               | 4                  |          |
| Djerba la Fidèle         | Africa - Medio Oriente              | Tunisia               | 3                  | chiuso   |
| Djerba Méridiana         | Africa - Medio Oriente              | Tunisia               | 3                  | chiuso   |
| Djerba la Douce          | Africa - Medio Oriente              | Tunisia               | 3                  |          |
| Hammamet                 | Africa - Medio Oriente              | Tunisia               | 3                  | chiuso   |
| Aime la Plagne           | Alpi                                | Francia               | 3                  |          |
| Arcs Extrême             | Alpi                                | Francia               | 3                  |          |
| Avoriaz                  | Alpi                                | Francia               | 3                  |          |
| Chamonix Monte Bianco    | Alpi                                | Francia               | 4                  |          |
| Alpe d’Huez la Sarenne   | Alpi                                | Francia               | 3                  |          |
| La Plagne 2100           | Alpi                                | Francia               | 4                  |          |
| Les Deux Alpes           | Alpi                                | Francia               | 3                  |          |
| Méribel l'Antarès        | Alpi                                | Francia               | 4                  |          |
| Méribel Aspen Park       | Alpi                                | Francia               | 4                  |          |
| Méribel le Chalet        | Alpi                                | Francia               | 4                  |          |
| Peisey-Vallandry         | Alpi                                | Francia               | 4                  |          |
| Serre Chevalier          | Alpi                                | Francia               | 3                  |          |
| Tignes Val Claret        | Alpi                                | Francia               | 4                  |          |
| Val Thorens              | Alpi                                | Francia               | 3                  |          |
| Val d'Isère              | Alpi                                | Francia               | 4 e 5              |          |
| Valmorel                 | Alpi                                | Francia               | 4 e 5              |          |
| Cervinia                 | Alpi                                | Italia                | 4                  |          |
| Pragelato Via Lattea     | Alpi                                | Italia                | 4                  |          |
| Saint Moritz Roi Soleil  | Alpi                                | Svizzera              | 4                  |          |
| Villars-sur-Ollon        | Alpi                                | Svizzera              | 4                  | chiuso   |
| Wengen                   | Alpi                                | Svizzera              | 3                  | chiuso   |
| Cefalù                   | Europa del sud                      | Italia, Sicilia       | 5                  |          |
| Sandpiper Bay            | America del Nord - America Centrale | Stati Uniti           | 4                  |          |
| Cancún Yucatán           | America del Nord - America Centrale | Messico               | 4 e 5              |          |
| Ixtapa Oceano Pacifico   | America del Nord - America Centrale | Messico               | 4                  |          |
| Itaparica                | America del Sud                     | Brasile               | 3                  |          |
| Rio Das Pedras           | America del Sud                     | Brasile               | 4                  |          |
| Trancoso                 | America del Sud                     | Brasile               | 4                  |          |
| La Caravelle             | Antille - Caraibi                   | Antille - Guadalupa   | 4                  |          |
| Les Boucaniers           | Antille - Caraibi                   | Antille - Martinica   | 4                  |          |
| Colombus Isle            | Antille - Caraibi                   | Bahamas               | 4                  |          |
| Punta Cana               | Antille - Caraibi                   | Repubblica Dominicana | 4 e 5              |          |
| Turquoise                | Antille - Caraibi                   | Turks e Caicos        | 3                  |          |
| Guilin                   | Asia                                | Cina                  | 4                  |          |
| Yabuli                   | Asia                                | Cina                  | 4                  |          |
| Bali                     | Asia                                | Indonesia             | 4                  |          |
| Bintan Island            | Asia                                | Indonesia             | 4                  |          |
| Kabira Beach             | Asia                                | Giappone              | 4                  |          |
| Sahoro                   | Asia                                | Giappone              | 4                  |          |
| Cherating Beach          | Asia                                | Malaysia              | 4                  |          |
| Phuket                   | Asia                                | Thailandia            | 4                  |          |
| Cargese                  | Europa                              | Francia - Corsica     | 3                  |          |
| La Palmyre Atlantique    | Europa                              | Francia               | 3                  |          |
| Opio en Provence         | Europa                              | Francia               | 4                  |          |
| Pompadour                | Europa                              | Francia               | 2                  | chiuso   |
| Sant'Ambroggio           | Europa                              | Francia - Corsica     | 3                  |          |
| Vittel Ermittage         | Europa                              | Francia               | 4                  |          |
| Vittel le Parc           | Europa                              | Francia               | 3                  |          |
| Gregolimano              | Europa                              | Grecia                | 4                  |          |
| Kamarina                 | Europa                              | Italia - Sicilia      | 3                  |          |
| Napitia                  | Europa                              | Italia                | 3                  | chiuso   |
| Da Balaia                | Europa                              | Portogallo            | 4                  |          |
| Beldi (chiuso)           | Europa                              | Turchia               | 3                  |          |
| Belek                    | Europa                              | Turchia               | 4                  | chiuso   |
| Bodrum Palmiye           | Europa                              | Turchia               | 4                  |          |
| Kemer (Adalia)Kemer      | Europa                              | Turchia               | 3                  |          |
| Palmiye                  | Europa                              | Turchia               | 4                  |          |
| La Plantation d'Albion   | Oceano Indiano                      | Mauritius             | 5                  |          |
| La Pointe aux Canonniers | Oceano Indiano                      | Mauritius             | 4                  |          |
| Kani                     | Oceano Indiano                      | Maldive               | 4 e 5              |          |
| Club Med 2 (veliero)     | Mediterraneo o Antille - Caraibi    |                       | 5                  |          |

## Villaggi in Italia
- Caprera (SS): chiuso nel 2006 per ristrutturazione. Non sono note previsioni delle date di riapertura.
- Cefalù (PA): villaggio ristrutturato e passaggio da 3 a 5 tridenti. Riaperto a giugno 2018. È il primo resort 5 tridenti in Europa.
- Kamarina (Scoglitti): villaggio a 3 tridenti, con una capacità di circa 2500 persone e con una delle piscine più grandi d'Europa. Chiuso.
- Pragelato (Sestriere) villaggio a 4 tridenti si trova a 1 minuto a piedi dallo skilift Pattemouche-Anfiteatro, a 9 km dalla zona sciistica Via Lattea e a 11 km dal Colle del Sestriere.

Ce n'è anche uno alla rinomata stazione sciistica di Breuil-Cervinia.

## Ex villaggi Club Med in Italia
Nel corso degli anni alcuni villaggi costruiti in Italia sono stati dismessi e ceduti ad altri operatori o abbandonati. Si tratta dei seguenti villaggi:
- Baratti, Piombino (LI): villaggio abbandonato. Il territorio e gli immobili sono rimasti in stato di abbandono.
- Cortina d'Ampezzo (BL).
- Donoratico, Castagneto Carducci (LI): villaggio ristrutturato nel 2014 da imprenditori locali. Nasce il Paradù Tuscany Ecoresort villaggio 4 stelle sul mare con chalet in legno.
- Livigno, (provincia di Sondrio): ora villaggio "S.Carlo".
- Otranto, (provincia di Lecce): dal 20 marzo 2013 è subentrata la Società Bestar S.r.l., che gestisce il villaggio col nome di "Le Cale d'Otranto - Beach Resort" con i dipendenti ex Club Med e dipendenti Bestar.
- Metaponto, Pisticci (MT): villaggio dismesso nel 2011 e riattivato per l'estate 2012 come Garden Club Lucania.[10]
- Nicotera (VV): villaggio trasformato in Nicotera Beach Village.
- Palinuro (SA): villaggio dismesso negli anni ottanta.
- Santa Teresa di Gallura (SS): villaggio trasformato nel Marmorata Village.
- Santo Stefano, La Maddalena (SS): ceduto al gruppo Valtur.
- Sestriere (TO): trasformato in Grand Hotel Duchi d'Aosta del gruppo Aurum.
- Napitia, Pizzo (VV): chiuso nel 2018, villaggio trasformato in Tui Magic Life.